# Antebellum

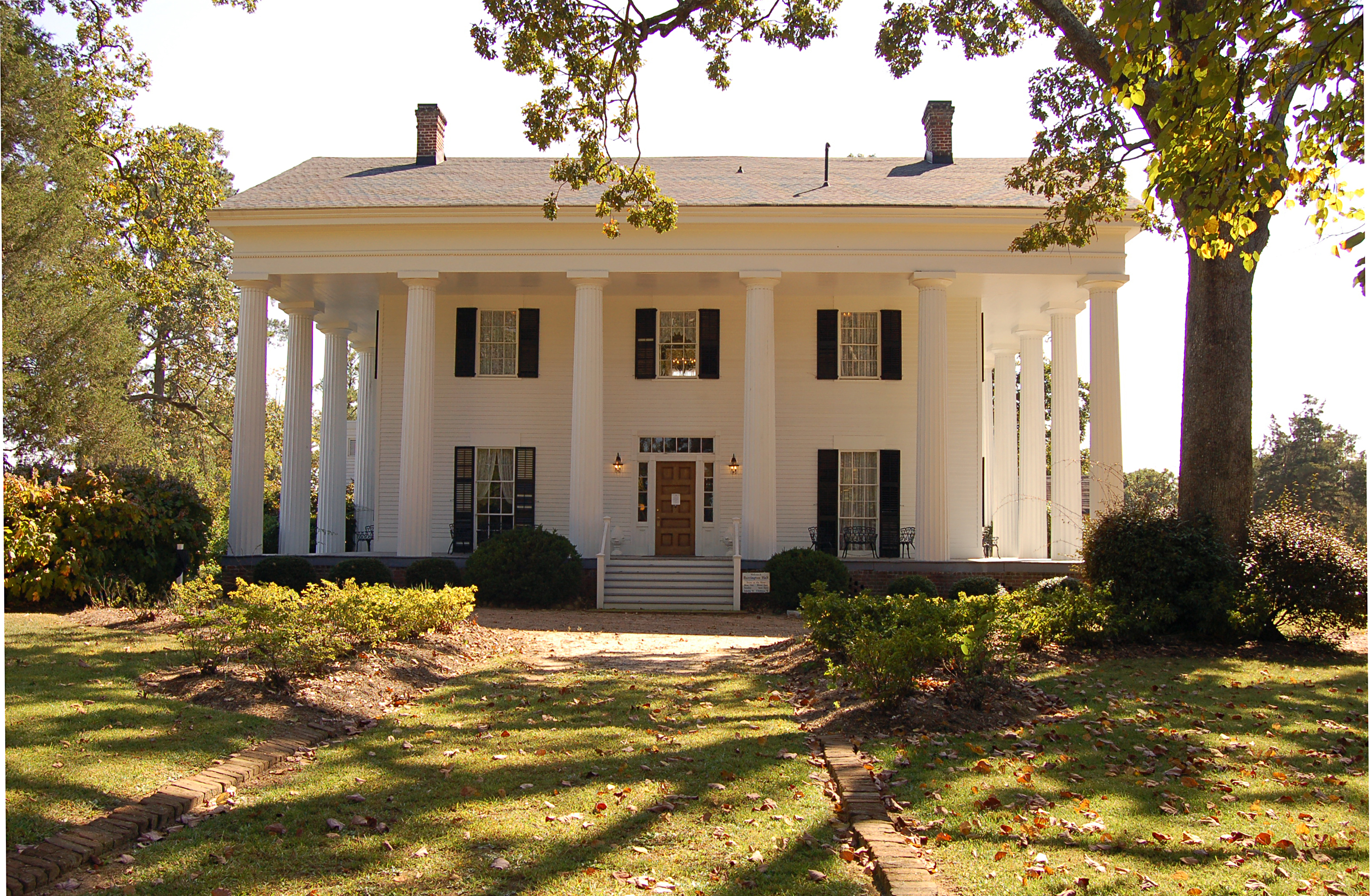
Barrington Hall w Roswell jest klasycznym przykładem domu w stylu Antebellum.

Antebellum (łac. przedwojenna) – neoklasycystyczny styl architektoniczny, typowy dla XIX-wiecznego południa Stanów Zjednoczonych, szczególnie dla tzw. Głębokiego Południa. Tworzył oraz kształtował się od powstania USA i rewolucji amerykańskiej aż do wybuchu wojny secesyjnej. W stylu Antebellum najczęściej budowano domy należące do bogatych plantatorów.